# Mons Leidvin Takle
Mons Leidvin Takle, född 14 november 1942, är en norsk organist och kompositör. Han har vunnit 2:a pris i International Composition Contest för orgel 2008.

## Verklista

### Pianoverk
- 24 pastels (2017)
  - Pastels 1
  - Pastels 2 (till Kemp English)
  - Pastels 3
  - Pastels 4
  - Pastels 5
  - Pastels 6
  - Pastels 7
  - Pastels 8
  - Pastels 9
  - Pastels 10 (till Stephen Best)
  - Pastels 11
  - Pastels 12
  - Pastels 13
  - Pastels 14 (till Anne T. Takle)
  - Pastels 15 (till Annette Sundgaard)
  - Pastels 16
  - Pastels 17
  - Pastels 18
  - Pastels 19
  - Pastels 20
  - Pastels 21
  - Pastels 22
  - Pastels 23
  - Pastels 24

- Gyldne öyeblikk

- Julens melodier (2003)
  - 1. Glade jul
  - 2. Jeg er så glad hver julekveld
  - 3. Deilig er jorden
  - 4. Nå vandrer fra hver en verdens krok
  - 5. O helga natt
  - 6. Det hev ei rose sprunge
  - 7. Å kom nå med lovsang
  - 8. Mitt hjerte alltid vanker
  - 9. Det lyser i stille grender
  - 10. Her kommer Jesus dine små
  - 11. En krybbe var vuggen
  - 12. Å Betlehem du vesle by

#### Fyrhändigt piano
- One2Five (2010)
  - One
  - Two
  - Three
  - Four
  - Five

### Orgel och piano
- Dialogue (2018)
  - Dialogue I (till Kemp English och Scharon McLennan)
  - Dialogue II
  - Dialogue III
  - Dialogue IV
  - Dialogue V
  - Dialogue VI

### Orgelverk
- Young Spirit (2017, till Dominic Fiacco)

- Rumba Toccata (2017, till Armin Becker)

- PLAY ON! An Organ Collection (2016)
  - 1. A mighty fortress is our God
  - 2. Psalms 8
  - 3. Psalms 100
  - 4. Wedding march (till Nina och Steinar)
  - 5. Memories (till Henrik Kristensen)
  - 6. Waltz heroic (till Arjan Breukhoven)
  - 7. Pulse of London (till Robert Brodacki)

- Emotions (2016, till Kemp English)

- Blues in the Cathedral (2015)
  - 1. Blues Prelude (till Kevin Bowyer)
  - 2. Principal - Blues (till Jarle Fagerheim)
  - 3. Take five blues (till Dave Brubeck)
  - 4. Amazing grace (till Björnar Robertsen)
  - 5. Hymn to freedom (till Oscar Peterson)
  - 6. Dream of today
  - 7. Our heaven
  - 8. Two part blues in F major
  - 9. Two part blues in A minor
  - 10. Swing love
  - 11. Pedal blues
  - 12. The place of my childhood
  - 13. Calling for you
  - 14. Kven kan seia ut
  - 15. Lo in the wilderness (till Iman de Zwarte)
  - 16. Sarajevo
  - 17. Meditation (till Robert Brodacki)
  - 18. Blues - Toccata

- Yes! (2015, till Marko Hakanpää)

- Organ & Bible (2014)
  - 1. Se i begge mine hender har jeg tegnet deg (Jes. 49:16)
  - 2. Kom til meg, alle dere som strever og bærer tunge byrder (Matt. 11:28)
  - 3. Jeg lærer deg den vei du skal gå (Jes. 48:17)
  - 4. Selv når du sier at du ikke ser ham, så ser han din sak (Job 35:14)
  - 5. Gled dere i Herren (Fil. 4:4)
  - 6. Be, så skal dere få (Matt. 7:7)
  - 7. Men dere ville ikke (Matt. 23:37)
  - 8. Jeg er med dere alle dager (Matt. 28:20)
  - 9. Fred (Joh. 14:27)

- The organ is dancing (2014)
  - 1. Ouverture (till D'Arcy Trinkwon)
  - 2. Festival music (till Kevin Bowyer)
  - 3. The Promises land
  - 4. Friendship (till Åse Gudrun)
  - 5. The organ is dancing
  - 6. Toccata 2000 (till Robert Brodacki)
  - 7. The carusel of the child
  - 8. Wondering about
  - 9. Toccata (till Olivier Latry)

- Dream of today (2012)
  - 1. Power of life (till Christopher Herrick)
  - 2. With my face to the sun
  - 3. Dream of today
  - 4. Our heaven
  - 5. To live is to look
  - 6. Resolute decision
  - 7. See what comes to you
  - 8. A world full of possibilities
  - 9. Why
  - 10. A surprising new world
  - 11. Do not let your life be a time of waiting (till Jillian Gardner)
  - 12. The dream of Paradise (till Stefan Bengtsson)

- The Beauty - Refkective Music for the Service (2012)
  - 1. The beauty
  - 2. Belonging
  - 3. Our Love
  - 4. Sleeping child
  - 5. The song of the universe
  - 6. Warm hands
  - 7. Love
  - 8. Touch
  - 9. The beauty of strength
  - 10. The lost love
  - 11. Peace
  - 12. A dialouge of dreams

- Toccata (2010, till Olivier Latry)

- Norwegian folktunes (2008)
  - 1. Å at jeg kunne min Jesus
  - 2. Guds Sønn har gjort meg
  - 3. Herre Gud ditt dyre navn
  - 4. I Himmelen
  - 5. Ingen vinner frem
  - 6. Kven kan seia ut den glede
  - 7. Lær meg å kjenne dine veier
  - 8. Med Jesus vil eg fara (till Robert Robertsen)
  - 9. Mitt hjerte alltid vanker

- Festivity - The Organ of Today (2006)
  - 1. Power of life (till Christopher Herrick)
  - 2. Puls of life (till Nicholas Russotto)
  - 3. Take five blues (till Dave Brubeck)
  - 4. Carpe Diem (till Hildegunn Richards och Ian Richards)
  - 5. Amazing grace (till Björnar Robertsen)
  - 6. Journey of reflection
  - 7. Principal blues (till Jarle Fagerheim)
  - 8. Flute of grace
  - 9. A movement of reflection
  - 10. Hymn to freedom (till Oscar Peterson)
  - 11. The dream of love
  - 12. Lo, in the wilderness (till Iman de Zwarte)
  - 13.Trumpet graceful
  - 14.The heart of peace (till Stephen Best)
  - 15.Med Jesus vil eg fara (till Robert Robertsen)
  - 16.The dream of Paradise (till Stefan Bengtsson)
  - 17.Finale
  - 18.Meditation (till Robert Brodacki)
  - 19. March festivity (till Victor Searle)

- Våg å leve (2001)
  - 1. Sarajevo
  - 2. Blues toccata
  - 3. Norsk bryllupsmarch
  - 4. Grøne bøar
  - 5. Festmarsj
  - 6. Festmusikk

- Kirken den er et gammelt hus (2001)

### Körverk
- Ordspråkene (Bibeln, 2009)
- Den store stjerna (Trygve Bjerkrheim, 1976)

#### Barnkör
- Jul på jord (Trygve Bjerkrheim, 1983)
- Ein evig påskedag (Trygve Bjerkrheim, 1977)
- Den store kongen (Trygve Bjerkrheim, 1974)

## Diskografi
- 2013 - Fred
- 2008 - Arioso
- 2007 - Himmelske Perler
- 2006 - Gylödne Öyeblikk
- 2005 - Tro, Håp % Kjärlighet
- 2003 - Julens Melodier
- 2002 - Beröring
- 2001 - Navnet Jesus
- 2001 - Våg Å Leve
- 2000 - Dialog med drömmer
- 1995 - Spell levende
- 1993 - Ny Dag